# Rajin
Rajin ist ein Stadtbezirk der Stadt Rasŏn in Nordkorea mit 66.224 Einwohnern (2005). Der Stadtbezirk liegt im Nordosten des asiatischen Landes an der Küste des Japanischen Meeres, nur etwa 20 Kilometer entfernt von der russischen Grenze. Er bildete den Verwaltungssitz und war die größte Stadt der 1993 gebildeten Verwaltungseinheit Rajin-Sŏnbong, die in Rasŏn umbenannt und 2004 selbst zur Stadt wurde.

## Geschichte und Bedeutung
Rasŏn, deren Name sich aus „Rajin“ und „Sŏnbong“ zusammensetzt, war bis 2004 administrativ eine „Stadt unter zentraler Verwaltung der Regierung“ (wie die Hauptstadt Pjöngjang), stellte aber kein zusammenhängendes Stadtgebiet dar, sondern war – mit ihrer recht geringen Bevölkerungsdichte und den dominierenden Agrarflächen – eher mit einer kleinen Provinz vergleichbar.
Rajin ist sowohl Agrar- als auch Industriezentrum mit Hafen. Der Stadtbezirk ist der Mittelpunkt einer 1991 eingerichteten Freihandelszone. Wegen der geographischen Nähe zur Volksrepublik China ist der Seehafen von Rajin ein wichtiger Containerumschlagplatz. Die Docks 3 und 4 werden von China betrieben und wurden für 50 Jahre gepachtet. Nach nordkoreanischen Angaben können gleichzeitig acht Schiffe mit 10.000 Tonnen Wasserverdrängung und zusätzlich fünf Schiffe mit 5000 Tonnen Verdrängung abgefertigt werden. Allerdings handelt es sich bei den umgeschlagenen Waren meist um chinesische Im- und Exporte und weniger um nordkoreanischen Handel.
Die letzte größere russische Investition in Nordkorea betrifft die Eisenbahnlinie von Russland in den eisfreien Hafen von Rajin. Die Bahnstrecke Chassan–Rajin verbindet den Hafen von Rajin mit dem am Fluss Tumen gelegenen Chassan; der Fluss bildet die Grenze zum russischen Sibirien. Sie wird von der Brücke der koreanisch-russischen Freundschaft überquert. Seit Ende 2013 ist die Bahnstrecke erneuert. Sowohl russische Breitspur- als auch koreanische Normalspur-Züge können den Hafen Rajin erreichen, dazu haben die Gleise vier Schienen.
Zur chinesischen Stadt Hunchun besteht eine auf der Quanhe-Wonjong-Brücke über den Grenzfluss Tumen führende Straßenverbindung.

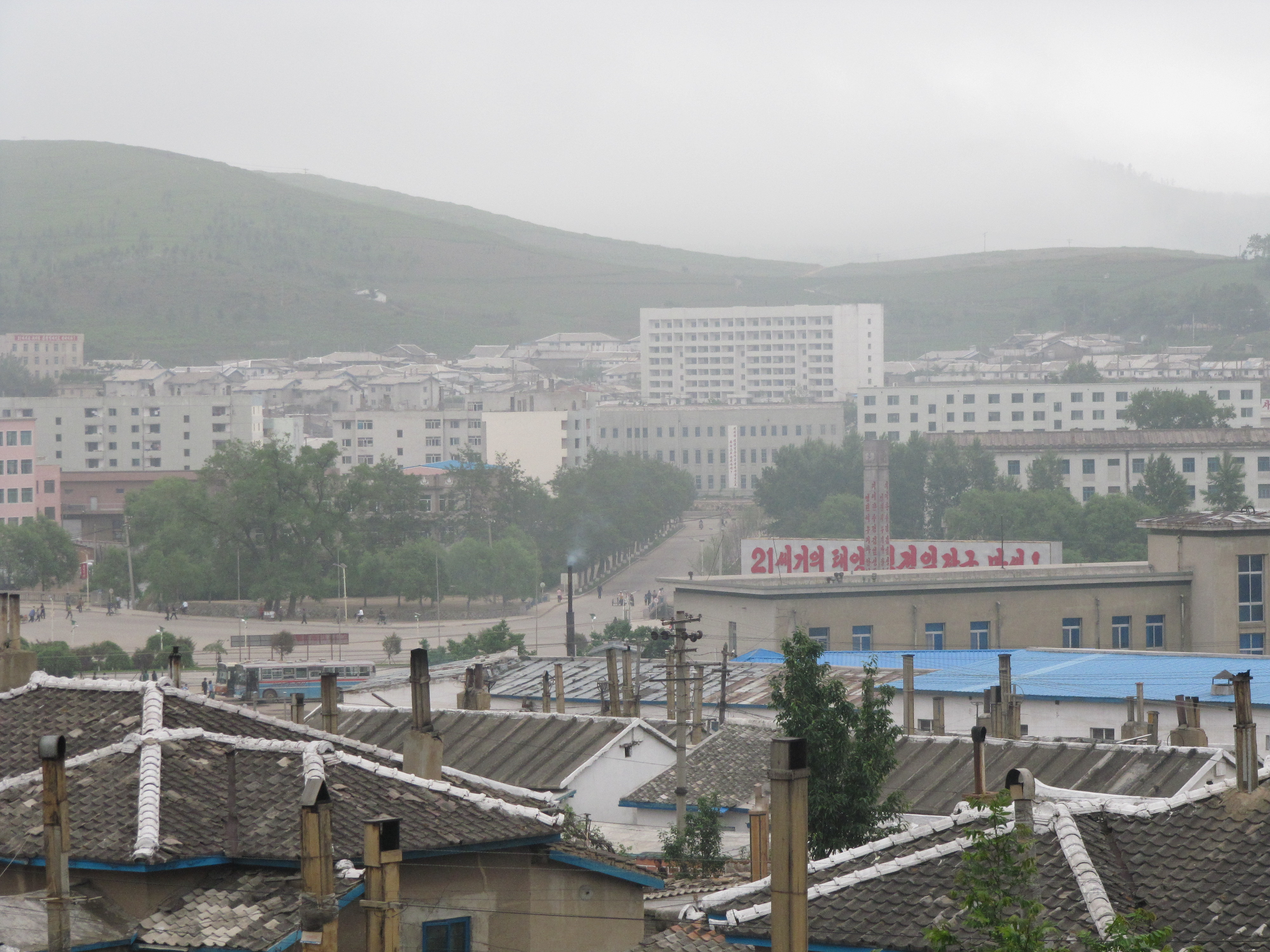
Rajin 2011
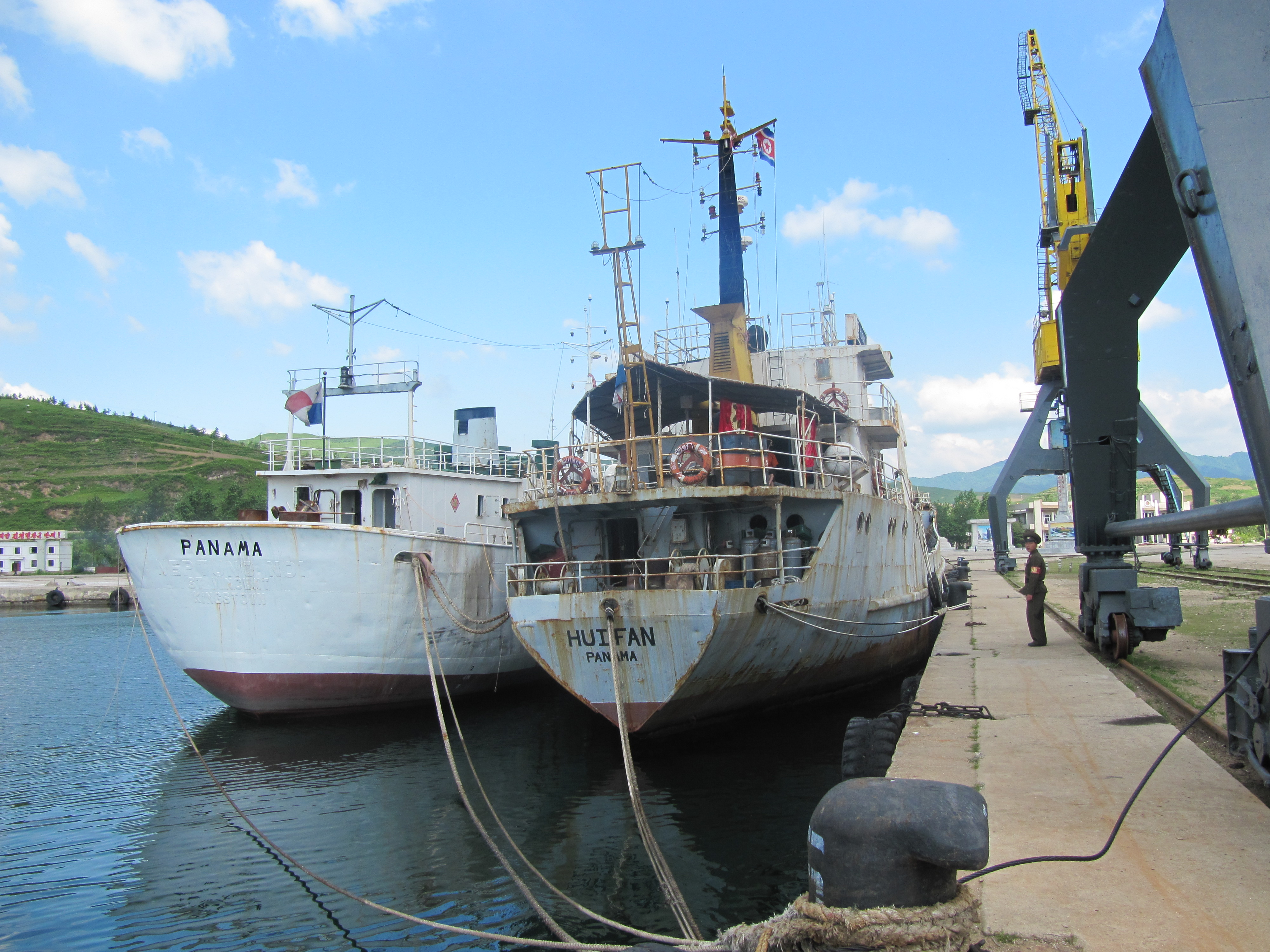
Schiffe im Hafen von Rajin 2011
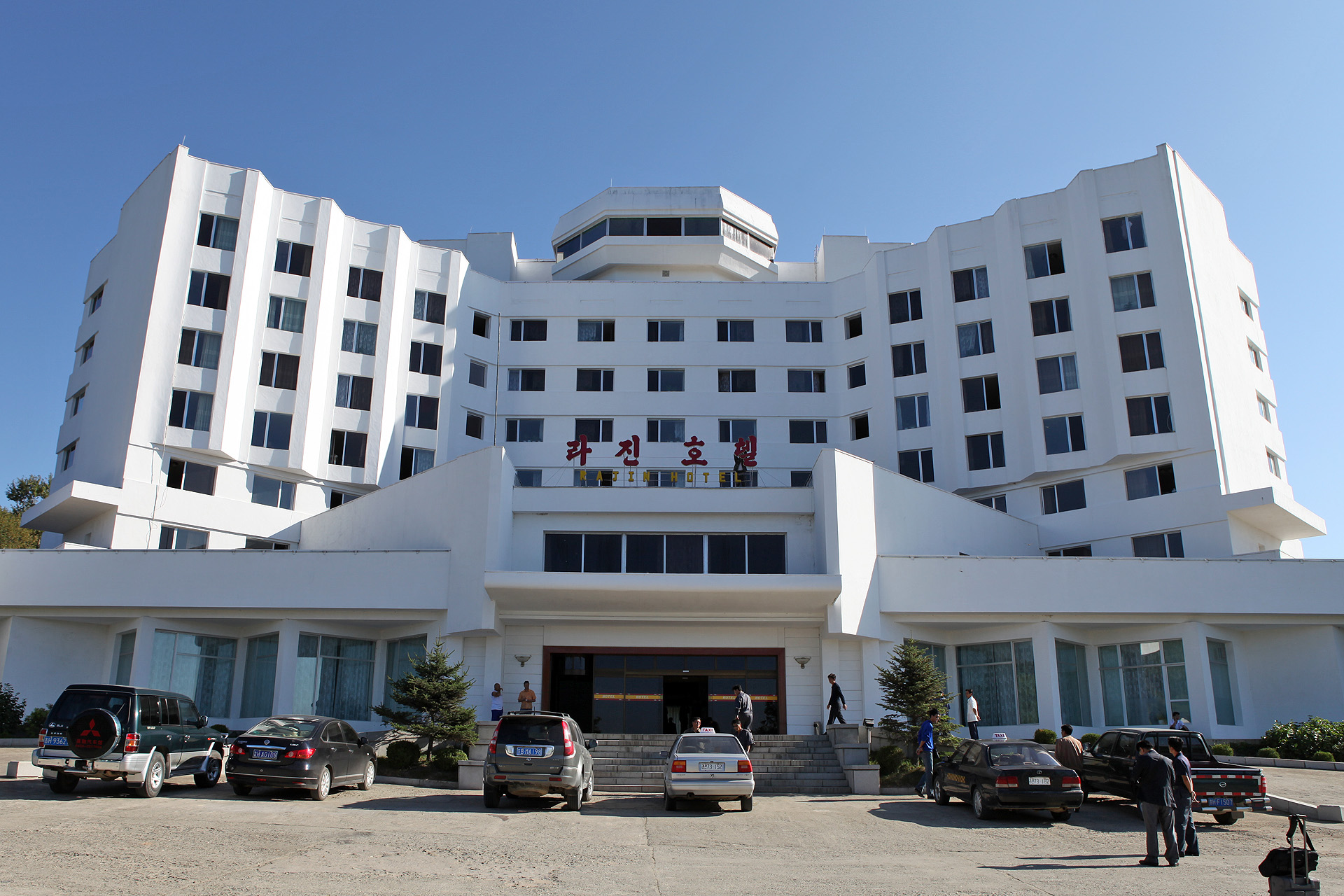
Hotel in Rajin 2011